# Alberto Bonfiglioli
Alberto Bonfiglioli (Bolonha, 6 de dezembro de 1897 – São Paulo, 4 de julho de 1967) foi um empresário ítalo-brasileiro.

## Vida
Pertenceu a uma das mais antigas famílias de Bolonha, que possuía o condado de Foligno. Foi Filho de Victor Bonfiglioli e Rosa Bonfiglioli. Estudou no Liceu Salesiano de Milão em 1910; e na Faculdade do Comércio de São Paulo, onde se formou em Ciências Econômicas, tendo merecido a menção de honra e medalhas de ouro.
Foi diretor-presidente e principal acionista das seguintes organizações de São Paulo: Banco Auxiliar; Companhia Industrial de Conservas Alimentícias, CICA; Companhia Comissária Alberto Bonfiglioli, Auxilium S.A.; Financiamento, Crédito e Investimento, Lanifício Industrial Brasileiro Ltda.; Meias Waldorf S.A., Comércio e Indústria; Companhia Edificadora Auxiliar de São Paulo CEASPA; Companhia Comercial e Construtora S.S.; Agropecuária Bonfiglioli e Construtora Bonfiglioli.
Foi diretor-tesoureiro do Circolo Italiano, secretário da Sociedade Dante Alighieri, diretor da Associação Comercial de São Paulo, diretor da FIESP, conselheiro da Muse Italiche e vice-presidente da Sociedade Esportiva Palmeiras.
Seu filho, Rodolfo Marco Bonfiglioli, comandou os negócios do conglomerado que se desfez em 1985 com a liquidação extrajudicial do Banco Auxiliar, e em 1987 com a venda da CICA para o Grupo Ferruzzi. Os netos Claudia, Alberto, Sandra, Silvana, continuam atuando no segmento agropecuário, na criação de cães de raça, e na administração da rede de fast-food Bon Grillê.

## Títulos e condecorações
- Comendador da Ordem do Cruzeiro do Sul
- Grande Oficial da Ordem do Santo Sepulcro de Jerusalém, conferida pelo Vaticano
- Comendador da Ordem da Coroa da Itália
- Comendador da Ordem do Mérito da República Italiana
- Comendador da Ordem Militar do México
- Comendador da Ordem da Grande Cruz do Governo do Paraguai
- Grande Oficial da Ordem de São Maurício e São Lázaro da República Italiana.